# Denting
Denting település Franciaországban, Moselle megyében. Lakosainak száma 273 fő (2022. január 1.). Denting Boulay-Moselle, Coume, Momerstroff, Niedervisse és Ottonville községekkel határos.

## Népesség
A település népességének változása:
| Lakosok száma | 311  | 366  | 207  | 197  | 261  | 267  | 274  | 282  | 284  | 273  |
|               | 1968 | 1982 | 1990 | 2006 | 2013 | 2015 | 2017 | 2019 | 2020 | 2022 |